# Eobia bakeri
Eobia bakeri es una especie de coleóptero de la familia Oedemeridae.

## Distribución geográfica
Habita en Filipinas.